# 陳珀 (莆田)
陳珀（1462年—？年），字珍之，福建興化府莆田縣人，民籍，治《書經》，明朝政治人物。

## 生平
福建鄉試第五十五名舉人。弘治六年（1493年）中式癸丑科會試第二百二十二名，三甲第一百七十二名進士。九年六月都察院理刑，十年八月实授雲南道監察御史，丁憂服闋，十四年五月復除原职，十七年十二月奉命清查腾骧等四卫军人勇士之滥冒及役占者，十八年三月升浙江按察司佥事，正德四年（1509年）七月升浙江右參議，五年八月升浙江副使，六年二月升甘肃行太僕寺卿。

## 家族
曾祖陳乾初；祖父陳孟敬；父陳順元，母黃氏。严侍下。